# Dvorečky

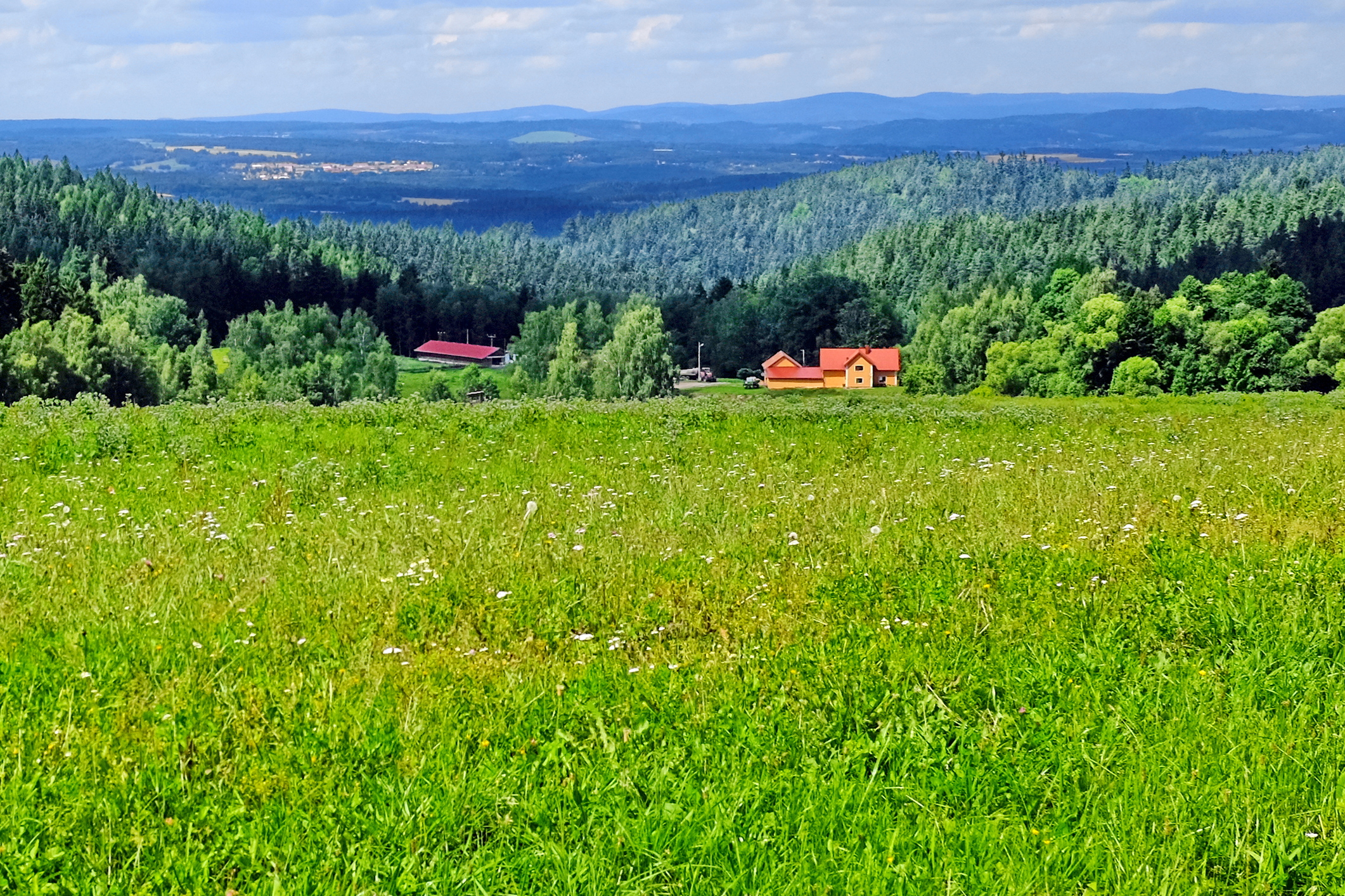
Blick auf Dvorečky

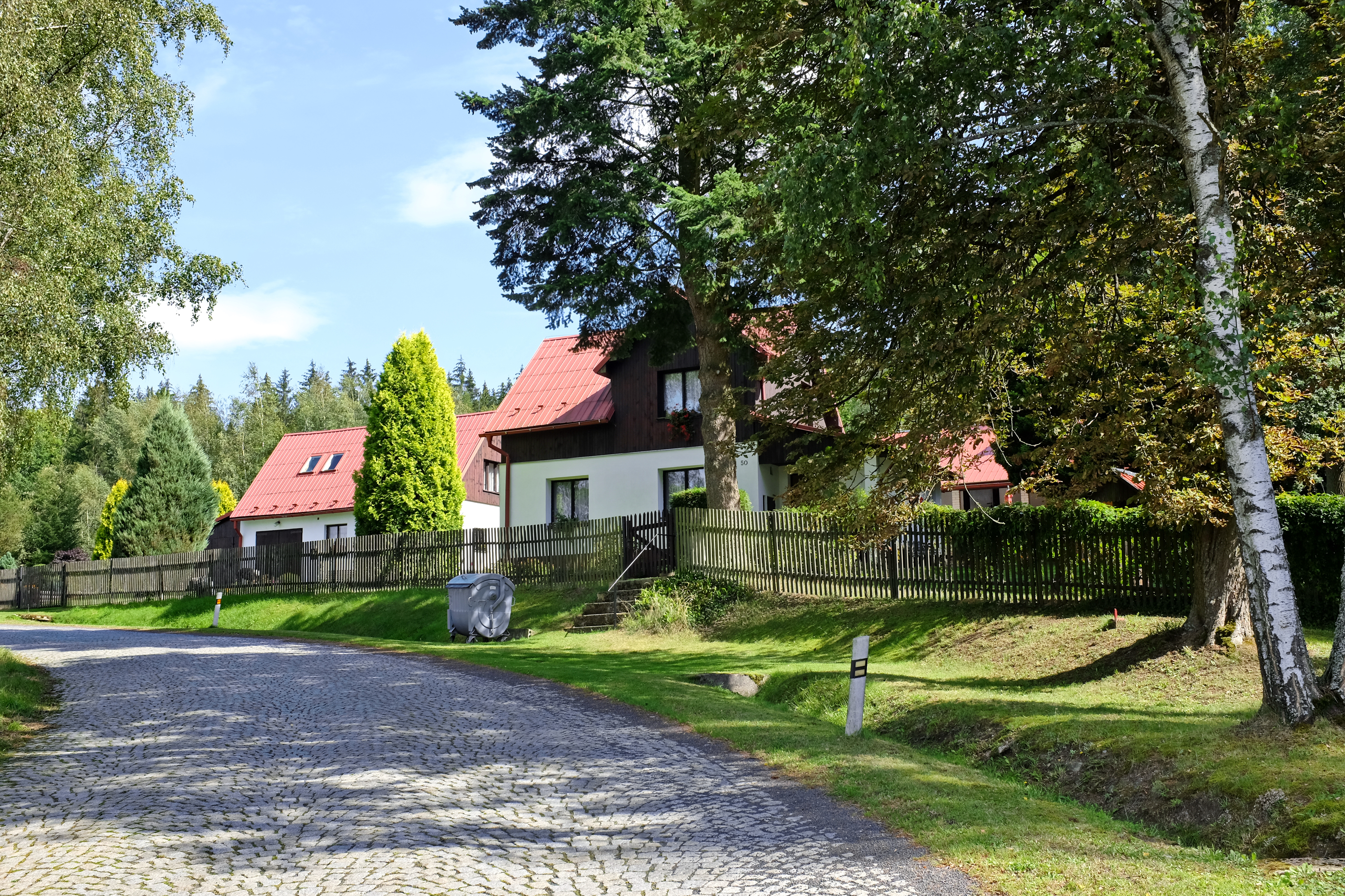
Häuser von Dvorečky

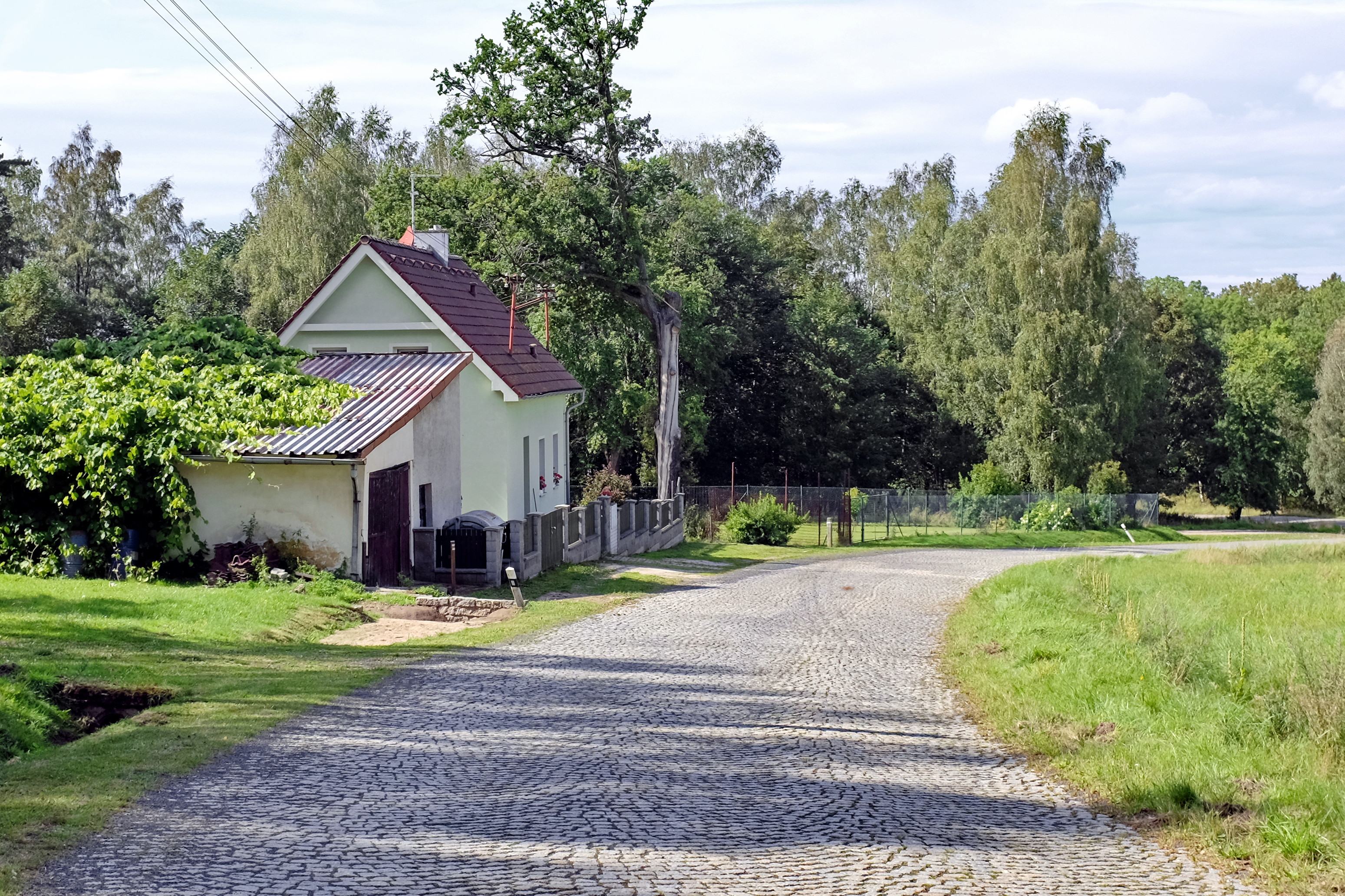
Straße durch den Ort

Dvorečky, bis 1947 Krainhof, ist ein Ortsteil der Stadt Kynšperk nad Ohří in Tschechien. Er liegt vier Kilometer südöstlich von Kynšperk nad Ohří und gehört zum Okres Sokolov.

## Geographie
Dvorečky befindet sich auf einer Rodungsinsel Nordwesten des Slavkovský les (Kaiserwald). Die Rotte liegt auf einer Hochfläche zwischen den Tälern der Bäche Velká Libava (Große Liebau) und Malá Libava (Kleine Liebau) im Landschaftsschutzgebiet Slavkovský les. Gegen Norden und Osten erstreckt sich das Wildgehege Studánka. Durch den Ort führt die Staatsstraße II/212 zwischen Zlatá und Lázně Kynžvart.
Nachbarorte sind Zlatá und Šabina im Norden, Arnoltov und Kostelní Bříza im Nordosten, Podlesí im Westen sowie Kynšperk nad Ohří im Nordwesten. Die übrige Umgebung ist entsiedelt; östlich lagen die Dörfer Bystřina und Zadní Domky, im Südosten Týmov, Ostrov und Studánka, südlich Mühlpeint und Smrkovec sowie südwestlich Libava.

## Geschichte
Die Siedlung entstand wahrscheinlich bei einem herrschaftlichen Hof. Die erste urkundliche Erwähnung von Granhof erfolgte 1525 im  Elbogener Urbar der Grafen Schlick. Bis zum Ende des 16. Jahrhunderts gehörte die Ansiedlung zur königlichen Domäne Stein-Elbogen; mit dem Verkauf der Burg Kinsberg einschließlich der Stadt Königsberg und der zugehörigen Dörfer durch Rudolf II. an seinen Kammerdiener Johann Popp wurde auch Granhof 1596 Teil der Herrschaft Königsberg. In den Landtafeln wurde das Dorf im Jahre 1604 als Granhoff und 1630 als Crainhoff bezeichnet. Im Theresianischen Kataster von 1713 findet sich die Bezeichnung Cranhoff. 1742 wurde die Siedlung Krahof genannt; die Namensform Krainhof wurde in der zweiten Hälfte des 18. Jahrhunderts gebräuchlich.
Im Jahre 1845 bestand das im Elbogener Kreis gelegene Dorf Krainhof aus 19 Häusern mit 153 deutschsprachigen Einwohnern. Haupterwerbsquellen bildeten der Feldbau und die Viehzucht. Krainhof war Sitz eines der drei herrschaftlichen Forstreviere, das eine Fläche von 438 Joch 648 Quadratklafter bewirtschaftete. Abseits lag eine Wasenmeisterei. Der Schulunterricht erfolgte in Liebau, Pfarrort war Königsberg. Bis zur Mitte des 19. Jahrhunderts blieb Krainhof der Herrschaft Königsberg untertänig.
Nach der Aufhebung der Patrimonialherrschaften bildete Krainhof ab 1850 einen Ortsteil der Gemeinde Steinhof im Gerichtsbezirk Falkenau. Ab 1868 gehörte das Dorf zum Bezirk Falkenau. In den 1880er Jahren lösten sich Liebau und Krainhof von Steinhof los und bildeten die Gemeinde Liebau. Nach dem Ersten Weltkrieg zerfiel der Vielvölkerstaat Österreich-Ungarn, das Dorf wurde 1918 Teil der neu gebildeten Tschechoslowakischen Republik. Beim Zensus von 1921 lebten in den 17 Häusern des Dorfes 93 Deutsche. In den 1930er Jahren arbeitete ein Teil der Bewohner in den Kohlebergwerken des Falkenauer Beckens. Nach dem Münchner Abkommen wurde Krainhof 1938 dem Deutschen Reich zugeschlagen und gehörte bis 1945 zum Landkreis Falkenau an der Eger. Nach der Aussiedlung der deutschen Bewohner nach Ende des Zweiten Weltkrieges wurde das Dorf nur schwach wiederbesiedelt. Am 15. Oktober 1946 fasste die tschechoslowakische Regierung den Beschluss zur Errichtung eines Truppenübungsplatzes in der Gegend. Im Jahre 1947 wurde Krainhof in Dvorečky umbenannt. Im Zuge der Einrichtung des Truppenübungsplatzes Prameny wurde Libava 1948 gänzlich abgesiedelt. Im Jahre 1949 erfolgte die offizielle Aufhebung der Gemeinde Libava und die Eingemeindung nach Štědrá. 1950 bestand Dvorečky aus neun Häusern und hatte 13 Einwohner. Zusammen mit Štědrá wurde Dvorečky 1961 nach Kynšperk nad Ohří eingemeindet. Beim Zensus von 2001 lebten in den vier Wohnhäusern von Dvorečky fünf Personen.

## Ortsgliederung
Zum Ortsteil Dvorečky gehört die Wüstung Libava (Liebau).
Dvorečky ist Teil des Katastralbezirkes Zlatá u Kynšperka nad Ohří.